# Nicholas Bianco
Nicholas Bianco, detto Nicky (New York, 21 marzo 1932 – New York, 14 novembre 1994), è stato un mafioso statunitense, di origini siciliane.
Fu un mafioso di New York e poi nel New England. Era un socio e "soldato" di Joe Gallo, che era a capo di una fazione ribelle della famiglia Colombo; Bianco partecipò come sicario alla guerra di mafia scoppiata tra i fratelli Gallo e Joe Profaci, allora boss della famiglia. Alla conclusione della faida si trasferì a Providence (Rhode Island), passando alla famiglia Patriarca, guidata da Raymond Patriarca Sr.. Successivamente Bianco diventò egli stesso Boss per un breve periodo, fino a quando nel dicembre del 1991 fu condannato a dodici anni di carcere per estorsione a Hartford (Connecticut) e morì nel centro medico per detenuti di New York nel 1994, in seguito al morbo di Lou Gehrig.